# جورج باركر (منافس ألعاب قوى)
جورج باركر (بالإنجليزية: George Parker)‏ هو منافس ألعاب قوى أسترالي، ولد في 1896 في Leichhardt, New South Wales ‏ في أستراليا، وتوفي في 1976 في سيدني في أستراليا.

## وصلات خارجية
- جورج باركر على موقع النتائج التاريخية لألعاب القوى الأسترالية (الإنجليزية)
- جورج باركر على موقع اللجنة الأولمبية الدولية (الإنجليزية)
- جورج باركر على موقع أوليمبيديا (الإنجليزية)